# 季遊月聰子
季遊月聰子（日语：きゆづき さとこ，2月7日—），女性日本漫畫家、插畫家。出身於福井縣。福井工業大學附屬福井高等學校設計科畢業。
除了芳文社所發行四格漫畫《Manga Time Kirara》系列雜誌的連載之外，也親自參與遊戲的人物設定。
以前曾經使用、（連載時期）等筆名。

## 人物簡介
漫畫家出道前作為插畫家開始活動，以及郵遞型遊戲的開發公司擔任插圖的工作。2004年，以在《月刊Dragon Magazine》2004年春季號（富士見書房）連載出道。
2004年起在（平和出版）創刊號連載《GA 藝術科美術設計班》，之後因為雜誌休刊，轉移至《Manga Time Kirara Carat》（芳文社）繼續連載，並於2009年7月播出同名電視動畫。
她的漫畫作品並沒有請助手，基本上都是自己一個人完成。動畫版《GA 藝術科美術設計班》的導演櫻井弘明稱，其原作作品的特徵在於繪畫、講故事和對話選項。他也得知季遊月的另一原作《棺材、旅人、怪蝙蝠》的風格時，表達出自己與眾不同的印象。

## 漫畫
東立出版社代理中文版用粗體字表示，青文出版社代理用粗斜體字表示。
- 棺材、旅人、怪蝙蝠[9]（芳文社《Manga Time Kirara》2005年1月號－2018年6月號[10]，全7冊）
- GA 藝術科美術設計班[11][12]（平和出版 → 芳文社《Manga Time Kirara Carat》2005年8月號－2016年2月號[13]，全7冊）
  - GA材料放置場（虎之穴刊載）
- （富士見書房《Fantasia Battle Royale（日语：ドラゴンマガジン (富士見書房)）》）
- （富士見書房《月刊Dragon Magazine（日语：ドラゴンマガジン (富士見書房)）》）
- （《限定版》[14]）

## 遊戲
- 聖劍同盟（GBA版 & PSP版）人物設定
- 夢魘騎士團（日语：ナイツ・イン・ザ・ナイトメア）（DS版 & PSP版）人物原案
- 聖劍共和 ～聖劍武勇傳～（DS）關鍵視覺
- 魔槍戰記 -魔槍軍神與英雄戰爭-（日语：グングニル -魔槍の軍神と英雄戦争-）（PSP）人物設定
- 閃耀幻想曲（Android、iOS）概念藝術、人物設定（阿爾希芙）、監修[15]

## 插圖
輕小說
- （著：桐了酒，Fami通文庫）
- （著：新井輝，富士見Mystery文庫） ※名義。
- 再見，妹妹。（日语：さよなら、いもうと。）（著：新井輝，富士見Mystery文庫）
- （著：竹岡葉月，Fami通文庫）
- （著：竹岡葉月，Fami通文庫）
- 潘諾的座右銘迷你冒險（著：秋田禎信，為的改編輕小說作品，連載於富士見書房《Fantasia Battle Royale（日语：ドラゴンマガジン (富士見書房)）》，後收錄於《秋田禎信BOX（TO BOOKS）》）

雜誌
- Scale Aviation（日语：スケールアヴィエーション）（大日本繪畫） Reader's Call（2006年－2009年）
- Navy Yard（日语：ネイビーヤード）（大日本繪畫） 獨航RAN（2007年夏季號－2008年秋季號）
- 月刊Dragon Magazine（日语：ドラゴンマガジン (富士見書房)）（富士見書房） Dragon Gate（讀者專區）

電視動畫
- 向陽素描（第2話提供背景）
- 幸腹塗鴉（第6話提供背景）